# Osteophloeum platyspermum
Osteophloeum platyspermum ist ein Baum in der Familie der Muskatnussgewächse. Er kommt im nordwestlichen Südamerika bis Mittelamerika vor. Es ist die einzige Art der Gattung Osteophloeum.

## Beschreibung
Osteophloeum platyspermum wächst als meist immergrüner Baum 35–45 Meter hoch. Der Stammdurchmesser erreicht 50–85 Zentimeter. Die raue Borke ist braun mit abblätternden Platten.
Die einfachen, ledrigen und wechselständigen, kahlen, dicklichen Laubblätter sind kurz gestielt. Der 1,5–3 Zentimeter lange, dickliche und rostig behaarte Blattstiel ist leicht rinnig und die Blätter sind ganzrandig, abgerundet bis rundspitzig, spitz, seltener eingebuchtet und lanzettlich bis verkehrt-eiförmig, -eilanzettlich. Sie sind 8–20 Zentimeter lang und 3–6,5 Zentimeter breit. Der Blattrand ist leicht umgebogen und die Blätter sind unterseits schwach punktiert und etwas wachsig, „bereift“. Die jungen Blätter sind unterseits etwas behaart.
Osteophloeum platyspermum ist zweihäusig diözisch. Es werden achselständige, kleine und traubige bis rispige, rostig behaarte, später verkahlende Blütenstände gebildet. Die gestielten, länglich krugförmigen und eingeschlechtlichen Blüten mit einfacher Blütenhülle sind dreizählig. Sie sind von kleinen, abfallenden Tragblättern und einem Vorblatt unterlegt. Das etwa 4 Millimeter lange, dreiteilige und fleischige Perianth ist innen grün, kahl und außen rostig behaart. Die kurzen Staubblätter (12–14), mit großen Antheren, der männlichen Blüten, sind in einem Synandrium verwachsen. Der Fruchtknoten der etwas größeren weiblichen Blüten ist oberständig mit einer sitzenden Narbe.
Es werden ledrige, zweiklappige, -teilige und rundliche, grün-bräunliche und kahle Früchte gebildet. Sie sind 2,5–3,3 Zentimeter groß, mit festem, fleischigem Perikarp. Der skulptierte, etwa 2 Zentimeter große Samen mit dicker Samenschale ist von einem roten, glatten und elastischen, zerschlitzten Arillus umhüllt.

## Taxonomie
Die Erstbeschreibung des Basionyms Myristica platysperma erfolgte 1857 durch Alphonse Pyrame de Candolle in A. P. de Candolle, Prodr. 14: 695, nach Richard Spruce. Die Umteilung in die neue Gattung Osteophloeum zu Osteophloeum platyspermum erfolgte 1897 durch Otto Warburg in Nova Acta Acad. Caes. Leop.-Carol. German. Nat. Cur. 68: 119, 127, 162. Weitere Synonyme sind Iryanthera krukovii A.C.Sm. und Palala platysperma (Spruce ex A.DC.) Kuntze.
Es werden zwei Varietäten unterschieden:
- Osteophloeum platyspermum var. platyspermum
- Osteophloeum platyspermum var. sulcatum (Little) T.S.Jaram. & Balslev, aus Kolumbien und Ecuador

## Verwendung
Das mittelschwere Holz wird für einige Anwendungen genutzt.
Die Rindenstücke vermischt mit dem Baumexsudat werden gekocht und das Gebräu wird als Halluzinogen verwendet. Der Baumsaft und der Blattrauch werden medizinisch verwendet.